# Patagonia (bedrijf)
Patagonia, Inc., bekend als Patagonia, is een Amerikaans bedrijf in kleding en uitrusting voor buitenactiviteiten. Het had in 2022 ruim zeventig winkels in meer dan tien landen. Het bedrijf werd in 1973 opgericht door de Amerikaanse bergbeklimmer Yvon Chouinard en het hoofdkantoor is gevestigd in de Californische stad Ventura. Voor 2022 is de omzet geschat op 1,5 miljard dollar.
Het bedrijf is bij het grote publiek vooral bekend geworden door zijn activistische identiteit en wordt gezien als een voorloper in maatschappelijk verantwoord ondernemen. Sinds zijn oprichting heeft Patagonia commercieel succes gecombineerd met een actieve rol in de discussie over globale milieu- en klimaatproblematiek, maatschappelijk welzijn en politieke ontwikkelingen. Het bedrijf heeft ook meermaals actie ondernomen – met voorlichtingscampagnes, investeringen, rechtszaken, samenwerkingsverbanden met andere bedrijven en de oprichting van verschillende organisaties. Patagonia voert sinds 2018 de missie: Patagonia is in business to save our home planet.
In september 2022 werd het volledige eigenaarschap zonder overnamesom overgedragen aan twee stichtingen zonder winstoogmerk, met als doel de winsten volledig in te zetten voor projecten om de opwarming van de Aarde tegen te gaan. Chouinard kondigde deze overname aan met de mededeling: "De aarde is vanaf nu onze enige aandeelhouder". Sinds 2002 besteedt Patagonia een procent van de jaaromzet aan doelen ten bate van milieu, natuur en klimaat.

## Geschiedenis

### Yvon Chouinard

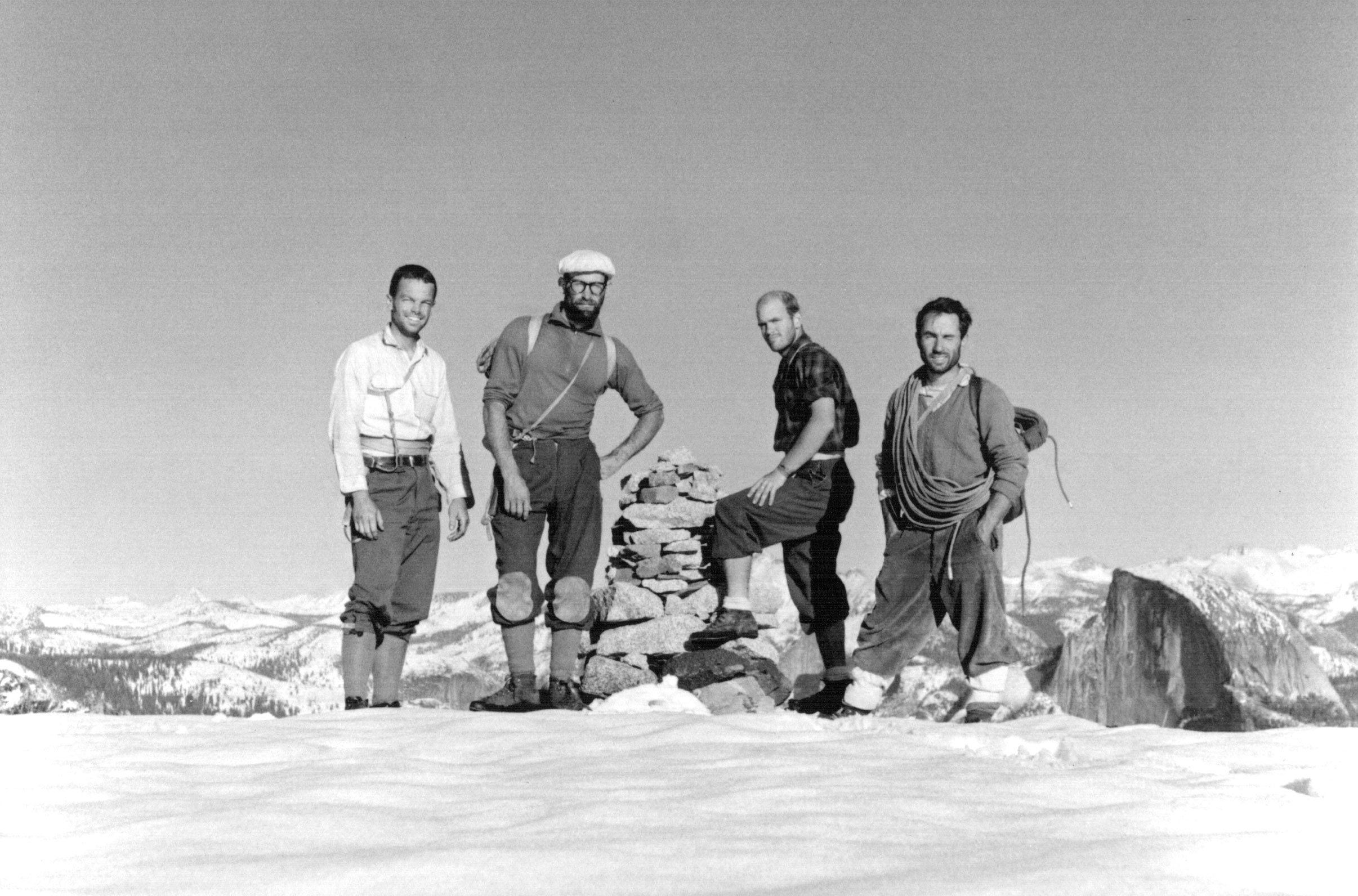
(v.l.n.r.) Tom Frost, Royal Robbins, Chuck Pratt en Yvon Chouinard op de top van El Capitan in Yosemite National Park op 30 oktober 1964

Yvon Chouinard, zoon van Canadese immigranten afkomstig uit het Franstalige Quebec, werd op 9 november 1938 geboren in het stadje Lewiston in de Amerikaanse staat Maine, en verhuisde op achtjarige leeftijd met het gezin van zijn ouders naar Burbank (Californië). Op de middelbare school raakte hij gefascineerd door valkerij – hij was een van de oprichters van de Southern California Falconry Club – en leerde hij kliffen beklimmen en afdalen om valkennesten te bereiken. Na een ongeluk bij het afdalen besloot hij zich vooral te richten op de beklimming. Chouinard bleek een groot natuurlijk talent voor klimmen te bezitten. Hij werd actief lid van de American Alpine Club en schreef invloedrijke artikelen over vrij klimmen.
Chouinard hoorde tot de kleine groep vernieuwende klimmers die de jaren 1960 maakten tot de Golden Age of Yosemite Climbing (de Gouden Eeuw van de Klimsport in Yosemite National Park). Chouinard heeft El Capitan zes keer beklommen, waarvan twee eerste beklimmingen van ongemarkeerde routes, de North America Wall in 1964 en de Muir Wall in 1965. Ook beklom hij de Half Dome en andere rotsformaties in het park. Chouinard wordt gezien als een van de pioniers van het Amerikaanse rotsklimmen.

### Chouinard Equipment

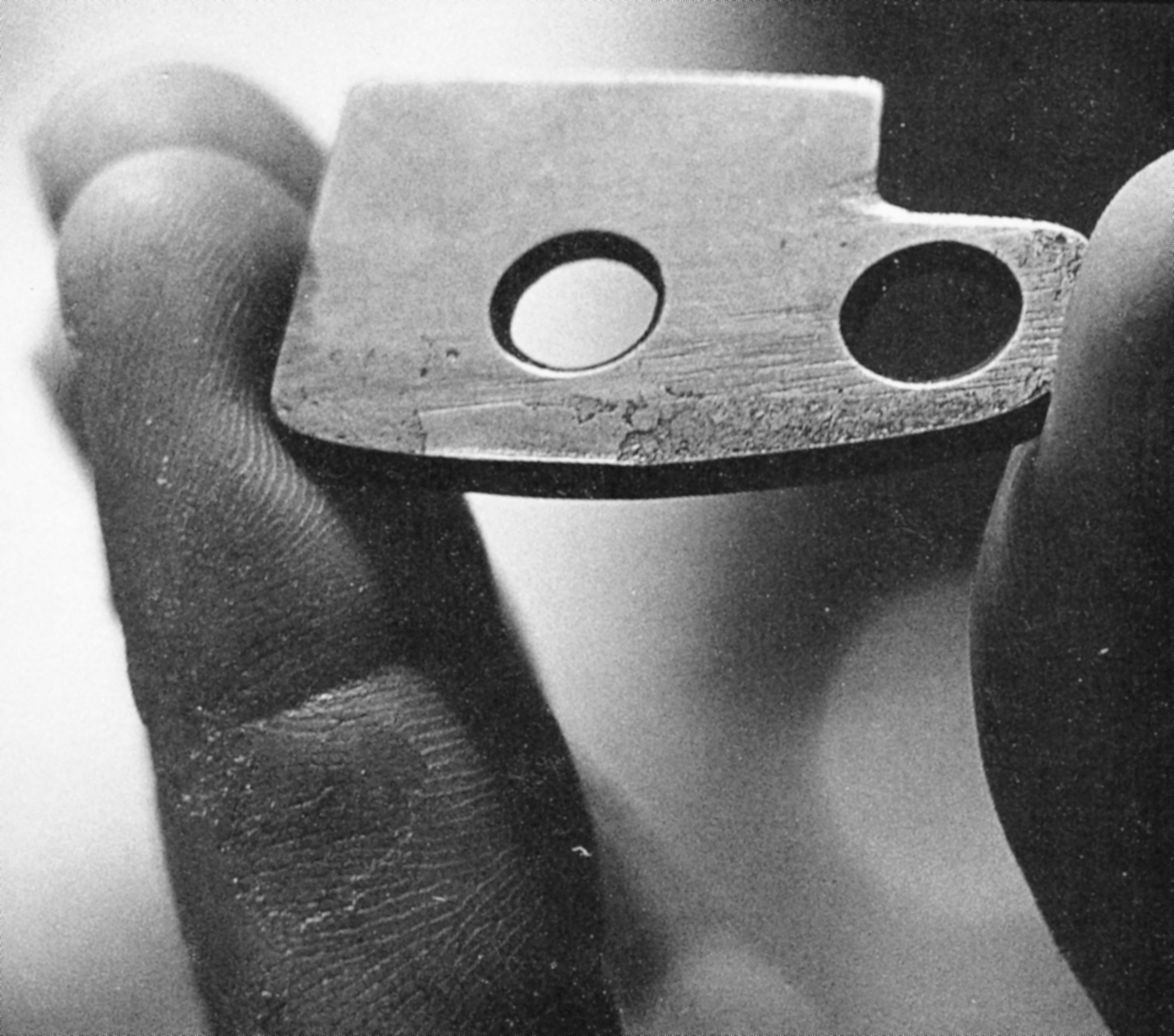
Een RURP ('realized ultimate reality piton') – een kleine piton die werd gebruikt in dunne, ondiepe naden – vervaardigd door Chouinard Equipment in de jaren 1960

Om in zijn levensonderhoud te voorzien startte Chouinard in 1957 met de verkoop van zelfgemaakt klimmateriaal aan bevriende bergbeklimmers in Yosemite Valley, vanuit de kofferbak van zijn auto. Hij had een tweedehands kolengestookt smidsvuur en aambeeld gekocht en vervaardigde zijn koopwaar in een omgebouwd kippenhok in de achtertuin van zijn ouders. Chouinard produceerde aanvankelijk uitsluitend pitons, waarvan hij er twee per uur kon maken. Toen vrienden van vrienden ook interesse kregen in zijn pitons van gehard staal, kon hij niet langer alles met de hand produceren. Daarom richtte hij in 1965 samen met klimpartner Tom Frost de firma Chouinard Equipment op. Chouinard was naast bergbeklimmer ook fervent surfer en koos voor de Californische stad Ventura als vestigingsplaats omdat daar de kustlijn in zijn ogen een van de mooiste plekken om te surfen is. Vijf jaar later was het bedrijf de grootste leverancier van klimmateriaal in de Verenigde Staten.

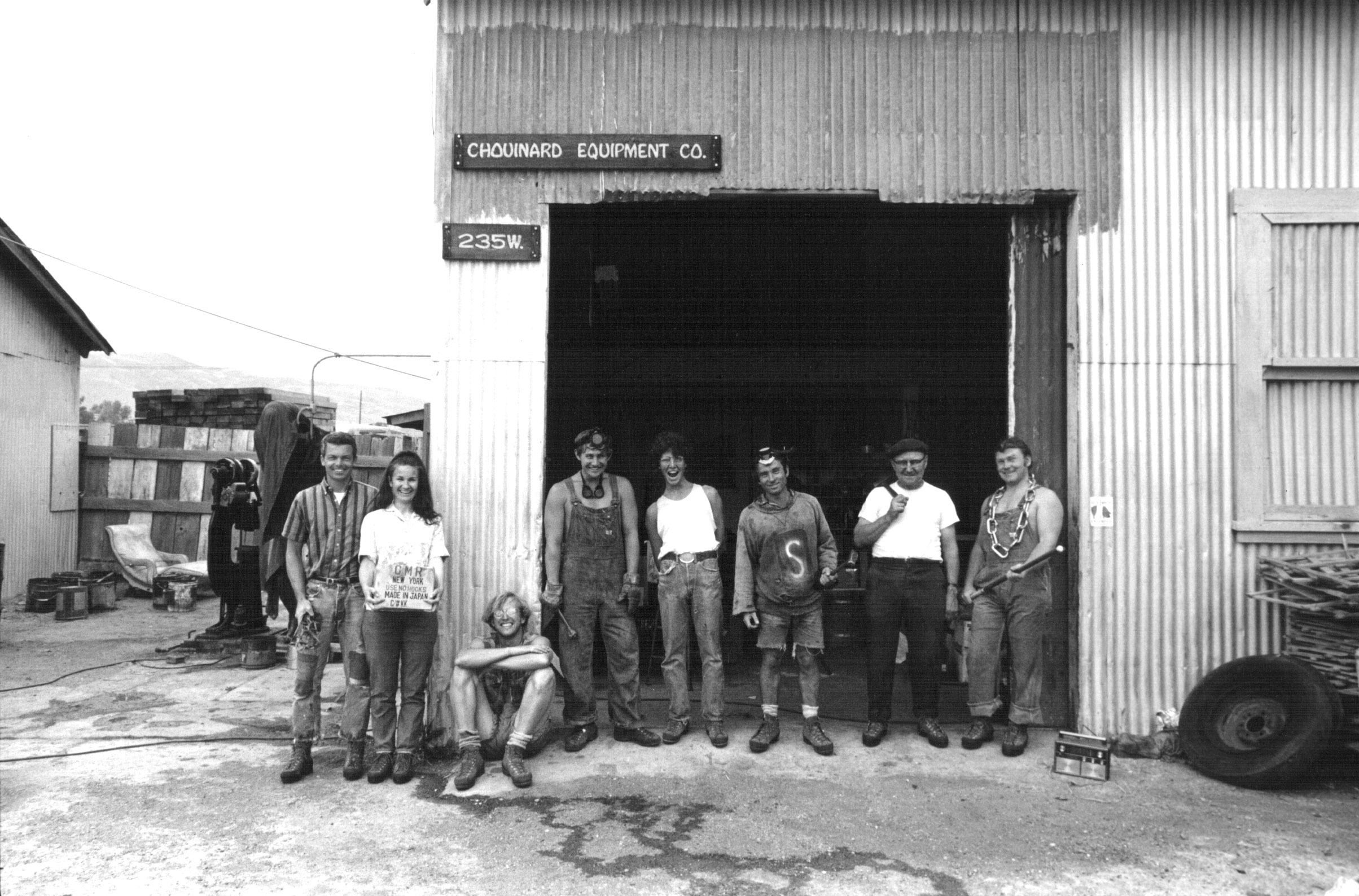
Chouinard Equipment in Ventura (1969)

De natuurschade – de stalen pitons bleven na een klim achter in het gesteente en veroorzaakten permanente grove sporen – was voor Chouinard reden om begin jaren 1970 de productie te staken, hoewel ruim zeventig procent van zijn inkomsten uit de verkoop van deze stalen pitons kwam. Als oplossing introduceerde het bedrijf in 1972 aluminium pitons die makkelijk en zonder schade uit een rots te verwijderen zijn. Het bedrijf bracht toen ook zijn eerste Chouinard Equipment-catalogus uit, die opende met een redactioneel stuk van de eigenaren over de schadelijke gevolgen van bergbeklimmen voor het milieu met een appel voor clean climbing. De natuurvriendelijke pitons bleken een succes en Chouinard had hiermee voor het eerst zijn zorg voor natuurbehoud onder de publieke aandacht gebracht.

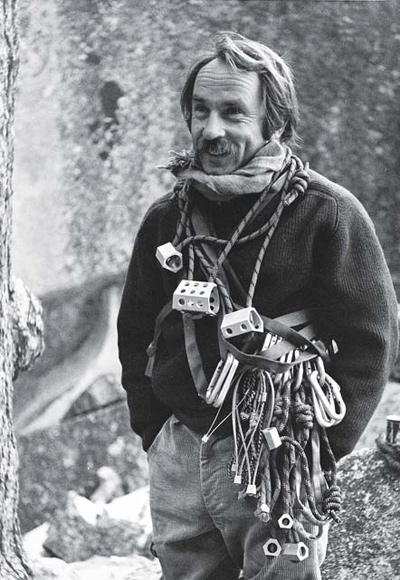
Yvon Chouinard (1972)

Rond dezelfde periode ontdekte Chouinard tijdens een klimvakantie in Schotland dat rugbyshirts geschikt zijn om als klimkleding te fungeren. Het stevige katoen en de versterkte naden van visgraatkeperbinding – gemaakt om bestand te zijn tegen scrums en tackles – houden ook uitstekend stand bij het constant schrapen tegen rotswanden. Bovendien zorgt de hoge kraag van het shirt ervoor dat de klimtouwen en lussen die om de nek worden gedragen niet in de huid snijden. En commercieel niet onbelangrijk, de frisse en felle kleuren van de shirts worden gezien als een welkome afwisseling van de gebruikelijke grijze joggingbroek en sweatshirts.
Om de nauwelijks winstgevende klimmateriaaltak financieel te ondersteunen startte Chouinard met de import van deze shirts. De truien werden populair onder de lokale klimgemeenschap in Californië en door mond-tot-mondreclame duurde het niet lang voordat het bedrijf ook bestellingen ontving uit landen als Nieuw-Zeeland en Argentinië. In 1972 verkocht Chouinard rugbyshirts uit Engeland, regenpakken en bivakzakken van polyurethaan uit Schotland, handschoenen en wanten van gekookte wol uit Oostenrijk en met de hand gebreide omkeerbare mutsen (beanies) uit Boulder (Colorado). Het werd Chouinard duidelijk dat hij zich nog meer op kleding moest concentreren.

### Patagonia

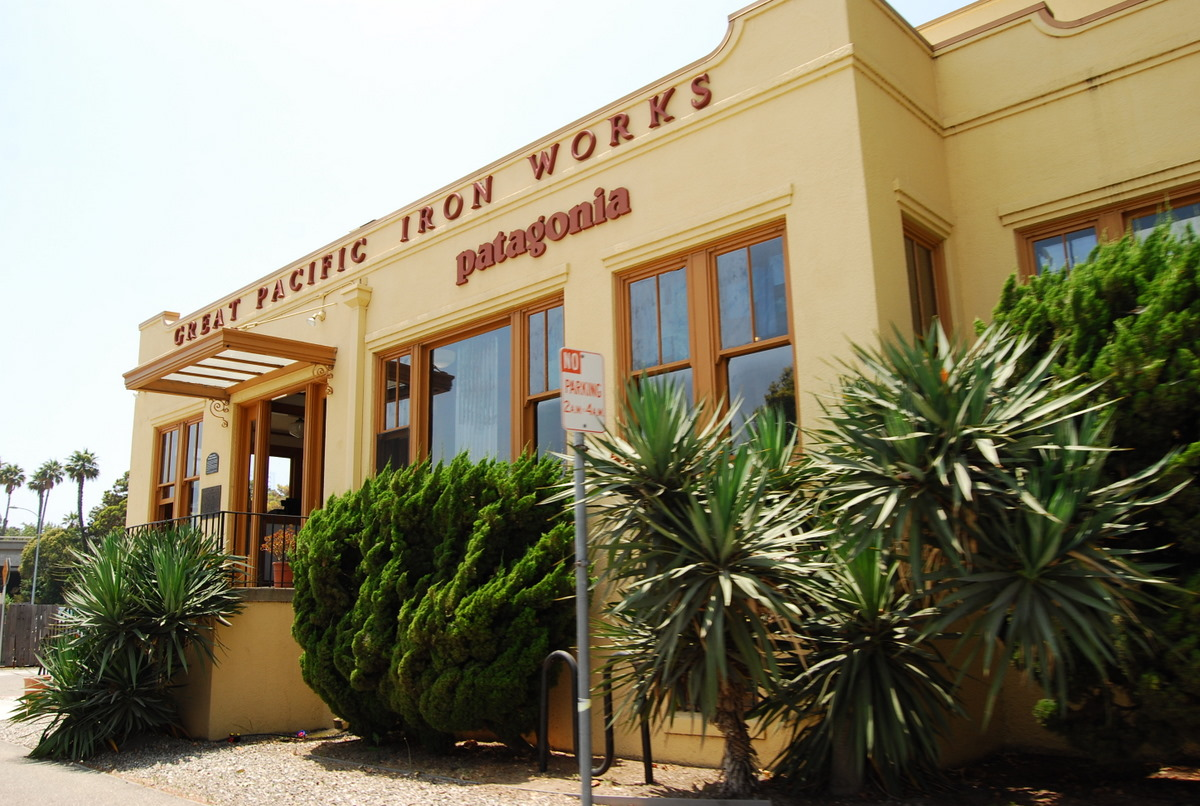
Het geelkleurige hoofdkantoor van Patagonia, Great Pacific Iron Works in Ventura

Chouinard introduceerde in 1973 voor het assortiment outdoorkleding het merk Patagonia, vernoemd naar de bergachtige regio Patagonië in Zuid-Amerika, die in zijn ogen de magie had van de wilde plekken die nog steeds op Aarde te vinden waren. Chouinard koos voor een aparte merknaam om de kleding te onderscheiden van de klimuitrusting van het merk Chouinard Equipment, zodat Patagonia zou worden gezien als een merk niet alleen voor klimmers maar voor iedereen die betrokken is bij outdooractiviteiten. De eerste Patagonia-winkel werd geopend in 1973 in de Great Pacific Iron Works – een pand van een voormalig vleesverwerkingsbedrijf – in Ventura. In 1975 introduceerde Patagonia het logo dat later zeer bekend zou worden: een gestileerde beeltenis van de Monte Fitz Roy.
Vanaf de jaren 1980 werd naast natuurbehoud ook sociale verantwoordelijkheid onderdeel van het bedrijfsbeleid. Werknemers kregen de vrijheid hun werkuren flexibel in te delen, zolang het werk maar gedaan werd zonder negatieve gevolgen voor anderen. Het zogenaamde Let My People Go Surfing-flexitime-beleid stelde werknemers in staat "een goede golf te pakken, een middagje te boulderen, een opleiding te volgen of op tijd thuis te zijn om de kinderen te begroeten als ze uit de schoolbus komen". Ook begon het bedrijf met het verstrekken van gezondheidszorg en kinderopvang op zijn locatie waar het ook een bedrijfsrestaurant had met gezonde, verse – meestal vegetarische – maaltijden.
Patagonia kende een lange periode van groei – tussen 1980 en 1990 steeg de jaaromzet van 20 miljoen naar 100 miljoen dollar – totdat de groei onverwacht stilviel door een recessie en het bedrijf in juli 1991 120 mensen ontsloeg, ongeveer twintig procent van het totaal. Chouinard was van mening dat de eerdere, ongebreidelde groei en de bijbehorende toename van kosten hadden geleid tot deze ontslagen en hij verklaarde dat het bedrijf voortaan groei als doelstelling volledig zou afzweren.
Tegelijkertijd werd het bedrijf zich meer bewust van de ecologische schade die het aanrichtte. Het bleek dat 85 procent van Patagonia's ecologische voetafdruk werd veroorzaakt door de fabricage, het verven en afwerken van de kledingstoffen. Chouinard stond er daarom vanaf 1996 op om honderd procent biologisch katoen in te kopen, in een tijd dat er niet eens genoeg van het materiaal was om aan de vraag van alleen Patagonia te voldoen. Toch hield Patagonia vast aan die ambitie, waarin het bedrijf uiteindelijk slaagde door samen te werken met katoenboeren. Drie jaar eerder was Patagonia al het eerste bedrijf dat gerecyclede plastic flessen ging gebruiken om gerecycled polyester te produceren. Per 2021 was 84 procent van het polyester dat wordt gebruikt om Patagonia-kleding te maken, gemaakt van gerecycled polyester.
In december 2011 werd het bedrijf een gecertificeerde Benefit Corporation.
Vanaf 2013 werd het mogelijk om Patagonia-kleding door het bedrijf te laten repareren, vaak kosteloos. In 2017 introduceerde het bedrijf de mogelijkheid voor klanten om hun gebruikte Patagonia-kleding in lokale winkels in te wisselen voor een tegoed om nieuwe items te kopen. Na een schoonmaakbeurt en eventuele reparatie werden de ingebrachte kledingstukken onder de noemer Worn Wear tegen verlaagde prijzen opnieuw verkocht. Patagonia claimde dat Worn Wear werd geïntroduceerd om klanten aan te moedigen hun kleding langer te laten meegaan omdat dat helpt om de impact op de planeet Aarde te verminderen. Jaarlijks werden in de jaren rond 2020 meer dan 100.000 kledingstukken door het bedrijf gerepareerd. In 2019 werd het Worn Wear-programma uitgebreid met het aanbieden van kleding en tassen onder de naam ReCrafted, gemaakt van kledingstukken die niet konden worden gerepareerd en anders zouden worden vernietigd.

## Activisme
Patagonia beschouwt zichzelf niet louter als een kledingmerk, maar als een activistische organisatie.
Chouinard kwam in de jaren 1990 met een missie die hij omschreef als: "Build the best product, cause no unnecessary harm, use business to inspire and implement solutions to the environmental crisis" (Maak het beste product, richt geen onnodige schade aan en gebruik het bedrijf om oplossingen voor de milieucrisis te helpen vinden en te implementeren). Het bedrijf scherpte die missie in 2018 aan tot: "Patagonia is in business to save our home planet" (Patagonia doet zaken om onze thuisplaneet te redden). Vanuit dat perspectief heeft het bedrijf in zijn geschiedenis meermaals actie ondernomen op het gebied van milieu en klimaat, maar ook maatschappelijk welzijn en politieke ontwikkelingen.

### Milieu en klimaat
Sinds 1988 voert Patagonia elk jaar een grote voorlichtingscampagne over een milieukwestie. De eerste campagne was een poging om de verstedelijking van Yosemite Valley terug te draaien. Een ander initiatief was het genereren van aandacht voor de mondialisering van eerlijke handel.
Samen met de bedrijven REI, The North Face en Kelty richtte Patagonia in 1989 de Conservation Alliance op, een organisatie die contributies van aangesloten bedrijven verdeelt onder lokale milieuorganisaties. In 2022 telde de organisatie ruim 270 leden, die naar eigen zeggen sinds de oprichting meer dan 27 miljoen dollar gedoneerd hadden.
In 2002 richtte Chouinard 1% for the Planet op, waarmee Patagonia het eerste bedrijf werd dat een procent van de jaaromzet besteedde aan goede doelen op het gebied van milieu, natuur en klimaat. Sinds de start hebben meer dan 3.400 bedrijven zich bij deze beweging aangesloten.
In 2011 plaatste Patagonia een paginagrote advertentie in The New York Times op de dag van Black Friday met in grote letters "Don’t Buy This Jacket" (Koop deze jas niet). Het bedrijf noemde de reclamecampagne een aanklacht tegen consumentisme die was bedoeld om lezers aan te sporen geen spullen te kopen die ze niet nodig hadden. In 2016 besloot het bedrijf om dat jaar de volledige tien miljoen dollar omzet van Black Friday aan lokale milieugroepen te doneren.

### Welzijn en politiek
In 1990 deed Patagonia een donatie aan Planned Parenthood, tot woede van christenfundamentalisten. Er werd opgeroepen tot een boycot van het bedrijf, er werd gedreigd met protesten bij de winkels en er was een stortvloed aan telefonische klachten bij het callcenter waardoor de telefoonlijnen vastliepen. Het bedrijf reageerde door bellers te vertellen dat Patagonia voor elke ontvangen oproep vijf dollar extra zou doneren aan Planned Parenthood.
Op 4 december 2017 vaardigde de Amerikaanse president Donald Trump een proclamatie uit waarbij de oppervlakte van Bears Ears National Monument in Utah met 85 procent zou worden verkleind en het Grand Staircase-Escalante National Monument met bijna de helft. Patagonia begon twee dagen later een rechtszaak om dit te voorkomen. In 2018 werden twee Democratische kandidaten voor de Amerikaanse Senaat publiekelijk gesteund door het bedrijf.

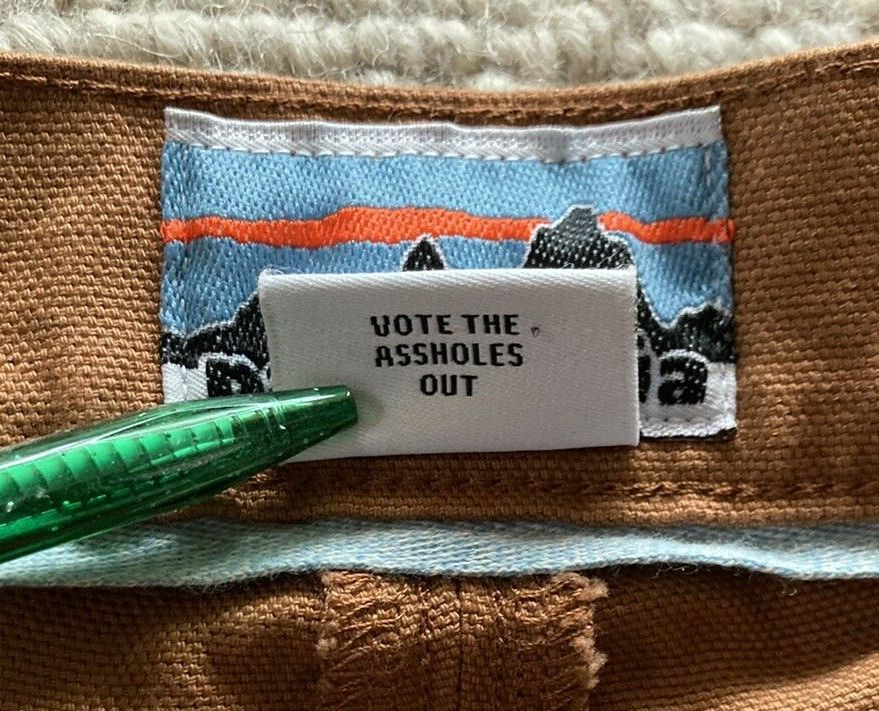
Politiek statement in een kledinglabel vanwege de Amerikaanse presidentsverkiezingen van 2020

Tijdens de Amerikaanse presidentsverkiezingen van 2020 richtte het bedrijf zich tegen politieke klimaatontkenners van alle partijen, door korte broeken uit te brengen met een label waarop de tekst Vote the Assholes Out (Stem de klootzakken weg) stond. Patagonia haalde in hetzelfde jaar zijn advertenties van Facebook, als aanklacht tegen 'de verspreiding van hatelijke leugens en gevaarlijke propaganda' via het sociale netwerk, en betuigde steun aan een beweging genaamd #StopHateForProfit.
Op 24 juni 2022 werd de uitspraak in het arrest Roe v. Wade door het Amerikaanse Hooggerechtshof ongedaan gemaakt en werd bepaald dat er op federaal niveau geen grondwettelijk recht op abortus bestaat. Patagonia reageerde meteen met de belofte dat het bedrijf de borgtocht zou betalen van alle medewerkers die eventueel gearresteerd zouden worden bij een abortusprotest.

## Misstanden
In 2010 claimde dierenwelzijnsorganisatie Four Paws dat Patagonia donsveren en dons gebruikte van gedwangvoerde ganzen die levend waren geplukt. Patagonia ontkende het gebruik van levend geplukt dons, maar moest toegeven dat een deel van het dons afkomstig was van ganzen uit Hongarije die gefokt werden voor foie gras, waarbij dwangvoeding werd gegeven om de lever versneld vet te mesten. Patagonia liet weten vanaf 2014 alleen nog gebruik te maken van honderd procent traceerbaar dons, afkomstig van vogels die tijdens hun leven niet onder dwang zijn gevoerd en evenmin levend zijn geplukt voor hun veren en dons.
Bij interne audits die in 2011 gehouden werden in de productieketen van Patagonia, kwamen meerdere gevallen van mensenhandel, dwangarbeid en uitbuiting aan het licht. De audits werden gehouden in de fabrieken die van ruwe materialen de geweven stoffen en ander materiaal voor de productie van kleding maken. Ongeveer een kwart van die fabrieken was gevestigd in Taiwan en bij de meeste daarvan werden gevallen van mensenhandel en uitbuiting vastgesteld.
Dierenwelzijnsorganisatie PETA kwam in 2015 naar buiten met een video waarin mishandeling van schapen te zien was op een boerderij in Argentinië. De boerderij was aangesloten bij Ovis 21, een netwerk van boerenbedrijven dat wol leverde aan Patagonia. Het bedrijf beëindigde onmiddellijk de samenwerking met Ovis 21 en besloot helemaal met de verwerking van schapenwol in zijn producten te stoppen. Na drie jaar onderzoek bracht Patagonia in 2018 schapenwol terug in zijn productaanbod, met de claim dat vanaf dat moment alle wol in zijn producten voldeed aan de Responsible Wool Standard. PETA sprak het bedrijf daarna aan vanuit het standpunt dat het überhaupt geen wol zou moeten gebruiken, aangezien het gebruik van dieren voor mode ethisch noch milieuvriendelijk zou zijn. De dierenwelzijnsorganisatie stelde dat vanwege de uitstoot van broeikasgassen die tijdens de productie ontstaan – schapen zijn herkauwers met een spijsverteringsstelsel dat continu methaan produceert – het gebruik van schapenwol een veel grotere impact op de opwarming van de aarde heeft dan synthetische opties.
Een coalitie van 180 maatschappelijke organisaties deed in juli 2020 een beroep op kledingmerken waaronder Patagonia om zich terug te trekken uit de Chinese regio Xinjiang. Ze zouden zich daar medeplichtig maken aan mensenrechtenschendingen onder Oeigoeren en andere islamitische bevolkingsgroepen. Een week later kondigde Patagonia aan dat het bedrijf bezig was zich uit de Xinjiang regio terug te trekken vanwege bezorgdheid over schendingen van arbeidsrechten in die regio. Anderhalf jaar later, in december 2021, diende de Duitse mensenrechtenorganisatie European Centre for Constitutional and Human Rights (ECCHR) een klacht tegen Patagonia in bij het Openbaar Ministerie in Nederland, het vestigingsland van het Europese hoofdkantoor van het bedrijf. De klacht betrof het vermoeden dat Patagonia katoen gebruikte dat geproduceerd was in Xinjiang. Patagonia stelde in een reactie helemaal geen katoen uit China af te nemen.
In juni 2023 bracht het Nederlandse journalistieke platform Follow the Money (FTM) naar buiten dat de kleding van Patagonia in lagelonenlanden als Sri Lanka en Vietnam werd geproduceerd in dezelfde fabrieken als fast-fashionmerken, onder dezelfde slechte arbeidsomstandigheden – o.a. lage lonen, hoge werkdruk en intimidatie op de werkvloer. Het bedrijf reageerde door onder andere te stellen dat het geen zeggenschap had over hoeveel textielwerkers werden betaald, omdat het zelf niet de werkgever was.
In juli 2024 bleek uit onderzoek van FTM dat Patagonia ongeveer vijf procent van haar kleding per vliegtuig vervoert – tussen juni 2023 en mei 2024 ging het om ruim 1.300 vluchten vanuit productielanden Vietnam, Sri Lanka en Bangladesh naar afzetmarkten in Europa en de Verenigde Staten – waarmee het bedrijf relatief gezien vaker gebruik maakte van deze vervuilende vorm van transport dan fast fashion-merken als H&M en Primark en sportmerken als Nike en Adidas.

## Bedrijfsgegevens

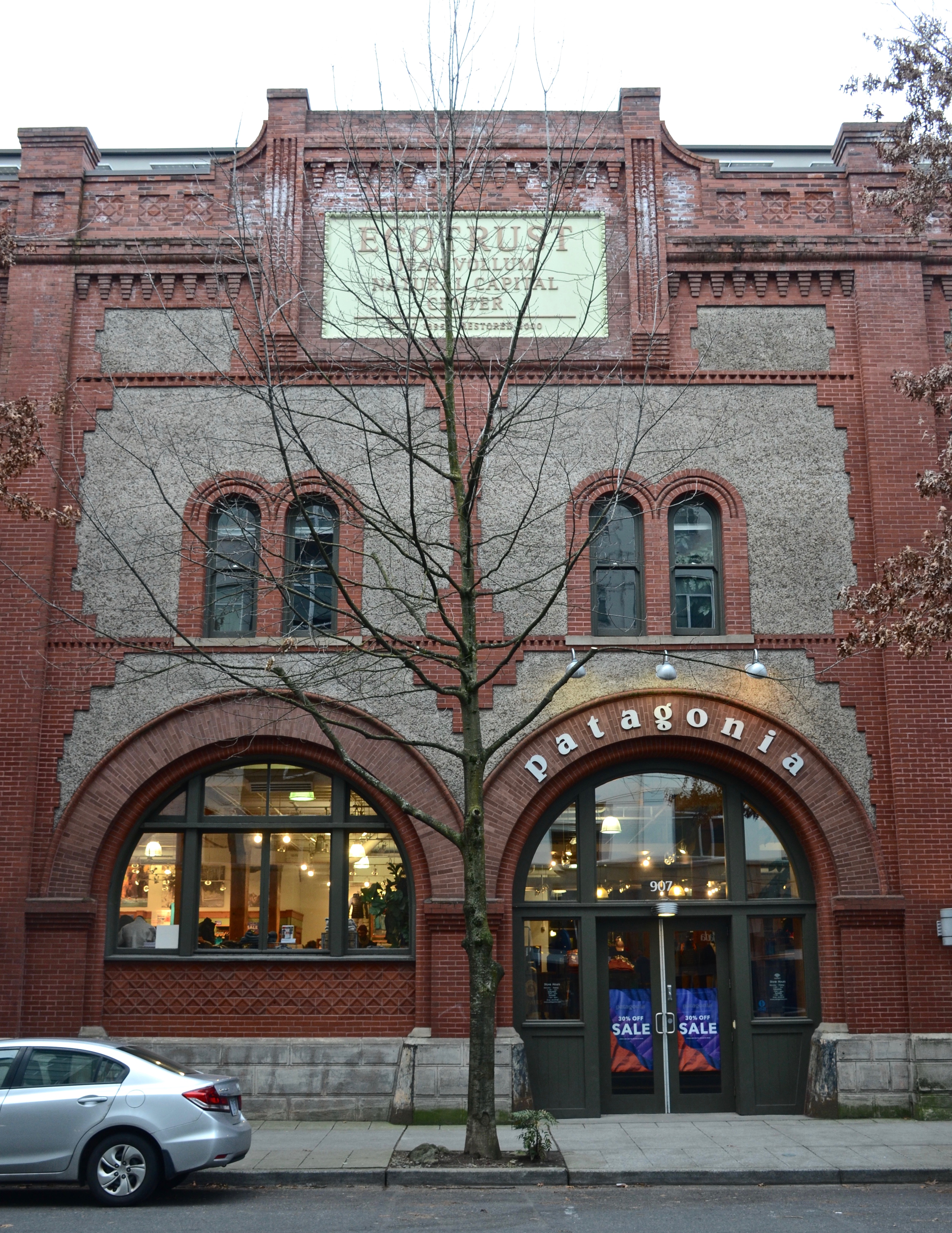
Een gerenoveerd voormalig pakhuis uit 1895 in Portland (Oregon). Tot 2017 was er een Patagonia-winkel gevestigd

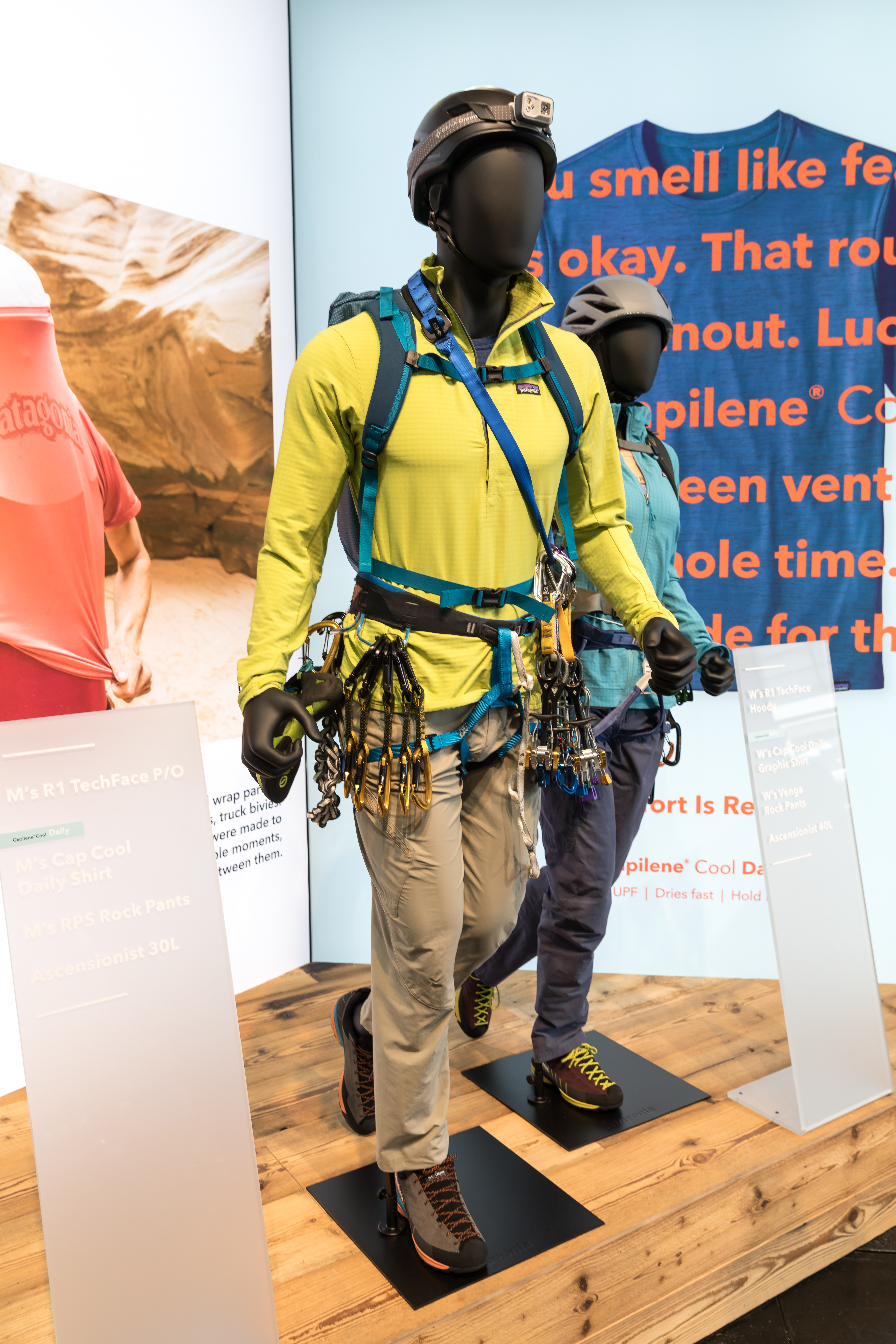
Bergsportkleding van Patagonia (seizoen 2018)

Patagonia produceert, distribueert en verkoopt verantwoord ontwikkelde buitensportkleding en aanverwante producten van hoge kwaliteit tegen gemiddelde tot hoge prijzen. Naast bergsportkleding biedt het bedrijf ook uitrusting aan voor buitensporten en -activiteiten zoals surfen, hiken, trail, running, skiën, snowboarden en kamperen. Onder de naam Patagonia Provisions verkoopt het bedrijf sinds 2012 voedingsproducten. Het wereldwijde klantenbestand is een vaak overlappende mix van buitensportenthousiastelingen, milieubewuste kopers en een grote groep van op luxe georiënteerde consumenten.

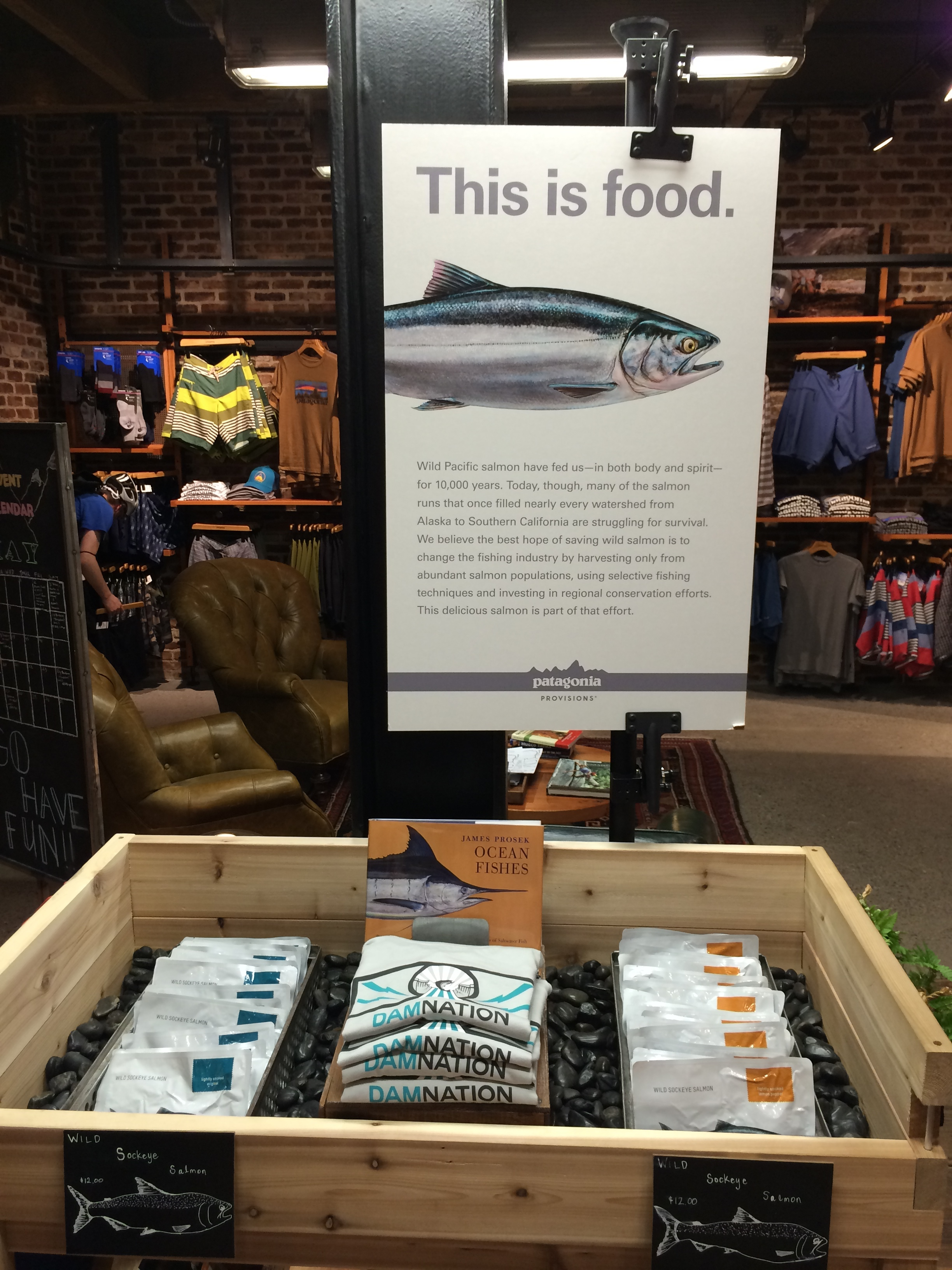
Patagonia Provisions

### Operationeel model
Patagonia ontwerpt zijn producten zelf in de Verenigde Staten en besteedt de productie uit aan leveranciers in opkomende landen, die het eindproduct leveren aan het distributiecentrum van Patagonia in Reno. Vanuit Reno worden de producten wereldwijd gedistribueerd via de drie verkoopkanalen die Patagonia hanteert: de eigen website, de eigen winkels en externe groothandels die zich voornamelijk richten op de outdoorproducten die ze online en in hun eigen winkels doorverkopen.
Het bedrijf screent leveranciers op vier factoren: ethische inkoop, productkwaliteit, sociale verantwoordelijkheid en naleving van de milieuwetgeving. Als een leverancier op een van de vier onderwerpen niet aan gestelde voorwaarden voldoet, doet Patagonia naar eigen zeggen geen zaken met die partij. De arbeidsverplichtingen van Patagonia en zijn leveranciers worden door de externe auditor Fair Labour Association (FLA) beoordeeld.
Noord-Amerika was in 2016 goed voor 75 procent van de omzet van Patagonia, de rest kwam uit Japan en Azië-Pacific (15%), Europa (8%) en Latijns-Amerika (2%). Van de omzet werd 41 procent behaald via de eigen verkoopkanalen en 59 procent via de groothandel. Het bedrijf had naar schatting 2.200 medewerkers in dienst. Ruwweg een kwart van hen werkte op het hoofdkantoor in Ventura en een vergelijkbaar aantal in het distributiecentrum in Reno. Ongeveer 400 medewerkers waren in dat jaar werkzaam in de regionale kantoren in Japan, Nederland, Zuid-Korea, Australië, Argentinië en Chili. In de 75 eigen winkels – waarvan 43 buiten de VS – waren in totaal circa 500 verkoopmedewerkers aangesteld.
Het hoofdkantoor is sinds oprichting gevestigd in de Californische stad Ventura. In 2014 verhuisde Patagonia zijn Europese hoofdkantoor van het dorp Annecy in de Franse Alpen naar Amsterdam. In april 2024 werd aan de Singel in Amsterdam de eerste Patagonia-winkel in de Benelux geopend.

### Omzet en winst
Patagonia is een private onderneming zonder beursnotering. Daarom is het bedrijf niet verplicht omzetcijfers en andere financiële informatie te publiceren. De jaaromzet van Patagonia is tussen 2008 en 2015 verdrievoudigd tot naar schatting 750 miljoen dollar. In de jaren 2017 tot en met 2020 behaalde Patagonia jaaromzetten van ongeveer een miljard dollar. Het bedrijf maakt naar schatting in die periode zo'n honderd miljoen dollar per jaar winst.
In 2022 werd de omzet door Reuters geschat op 1,5 miljard dollar – een bedrag dat Patagonia zelf bestrijdt.

### Besturingsstructuur
Patagonia werd als kledingmerk in 1973 opgericht. In 1981 werden de activiteiten van Patagonia samen met die van Chouinard Equipment ondergebracht in moedermaatschappij Great Pacific Iron Works. In 1984 veranderde Chouinard de naam in Lost Arrow Corporation. Chouinard Equipment dreigde in 1989 bankroet te raken na een serie rechtszaken vanwege klimongelukken. Na schikking en liquidatie nam een groep voormalige werknemers van Chouinard Equipment de overgebleven activa over en richtte daarmee het bedrijf Black Diamond Equipment op.
In 2013 werd Patagonia, Inc. bij een herstructurering ondergebracht in Patagonia Works. Patagonia Works fungeert als moedermaatschappij voor Patagonia, Inc. (kleding), Patagonia Provisions (voeding), Patagonia Media (boeken, films en multimediaprojecten) en eventuele toekomstige investeringen en joint ventures. Een daarvan is Tin Shed Ventures, een investeringstak genoemd naar de hut waar Chouinard ooit zijn bedrijf begon, dat ongeveer 75 miljoen dollar heeft geïnvesteerd in milieuvriendelijke start-ups.
Op 14 september 2022 werd bekend dat Chouinard het bedrijf Patagonia Works – met op dat moment een geschatte waarde van bijna drie miljard dollar – per direct en zonder overnamesom had overgedragen aan twee stichtingen, Patagonia Purpose Trust en Holdfast Collective. Patagonia Purpose Trust bezit twee procent van de aandelen en heeft al het stemrecht in handen, Holdfast Collective bezit de overige achtennegentig procent maar heeft geen stemrecht. Alle winst die Patagonia niet hoeft te herinvesteren in de eigen bedrijfsvoering gaat als dividend naar Holdfast Collective, met als doel daarmee projecten te financieren om klimaatverandering tegen te gaan. Chouinard kondigde deze overname aan met als mededeling: "De aarde is vanaf nu onze enige aandeelhouder". Er ontstond enige ophef nadat bekend werd dat Chouinard de overdracht van zijn bedrijf zodanig gestructureerd had dat hij 17,5 miljoen dollar aan belasting verschuldigd was, in plaats van de ruim zevenhonderd miljoen dollar die een reguliere overdracht zou kosten.

## Imago
Met name de fleecevesten van Patagonia hebben een cultstatus onder zakenmensen uit de financiële wereld gekregen.
Vanwege de vermeende hoge aanschafprijzen wordt Patagonia in populaire cultuur ook wel 'Fratagonia' (refererend aan fraternity members, archetype van de verwende student) of 'Patagucci' (naar het Italiaanse luxe modemerk Gucci) genoemd.
- Bibliothèque nationale de France: cb14569007d (data)
- Gemeinsame Normdatei: 1087455189
- Library of Congress Control Number: no00052848
- Nationale Bibliotheek van Tsjechië: kn20141114004
- Nationale Bibliotheek van Israël: 987007369121605171
- Système universitaire de documentation: 118117394
- Virtual International Authority File: 129278489